# Pheeroan akLaff
Pheeroan akLaff, né le 27 janvier 1955 à Détroit, est un batteur américain.

## Biographie
Son père, amateur de jazz et sa mère, de musique classique (Chopin, Beethoven) et l'exemple de son frère, aujourd'hui pianiste classique, amorcent une éducation musicale éclectique. Puis l'exemple de Max Roach et Connie Kay l'oriente vers l'apprentissage de la batterie.
Il débute dans des groupes de rhythm and blues puis se tourne progressivement à partir de 1975 vers le jazz (essentiellement d'avant-garde) : Wadada Leo Smith, Oliver Lake, Anthony Davis, James Newton, Allan Jaffe, Baikida Carroll, Henry Threadgill, Amina Claudine Myers, Jay Hoggard, Mario Pavone, Marty Ehrlich, Michele Rosewoman.
En 1983, il s'intégre au trio Air jusqu'à sa dissolution, collabore avec Ray Anderson, Mark Helias (1989), Craig Harris, Sonny Sharrock, Ned Rothenberg, Anthony Braxton.
C'est un batteur polyvalent, susceptible de s'intégrer dans des groupes de rhythm and blues comme de participer aux groupes expérimentaux « post-modernes ».